# Pseudupeneus maculatus
Pseudupeneus maculatus är en fiskart som först beskrevs av Bloch, 1793.  Pseudupeneus maculatus ingår i släktet Pseudupeneus och familjen mullefiskar. Inga underarter finns listade i Catalogue of Life.